# Fragility Tour

## Сет-ліст
1. «The New Flesh» / «Pinion»
2. «Somewhat Damaged»
3. «Terrible Lie»
4. «Sin»
5. «March of the Pigs»
6. «Piggy»
7. «The Frail»
8. «The Wretched»
9. «No, You Don't»
10. «Gave Up»
11. «La Mer»
12. «The Great Below»
13. «The Way Out Is Through»
14. «Wish»
15. «Into The Void»
16. «Down in It» або «Get Down, Make Love»
17. «Head Like a Hole»
18. «The Day the World Went Away»
19. «Starfuckers, Inc.»
20. «Closer»
21. «Hurt»

## Fragility v1.0
| Дата         | Місто                       | Країна             | Місце проведення            |
| ------------ | --------------------------- | ------------------ | --------------------------- |
| 14 листопада | Барселона                   | Іспанія            | Pabellon de la Valle Hebron |
| 17 листопада | Мілан                       | Італія             | Alcatraz                    |
| 19 листопада | Мюнхен                      | Німеччина          | Colosseum                   |
| 20 листопада | Відень                      | Австрія            | Libro Music Hall            |
| 22 листопада | Берлін                      | Німеччина          | Columbiahalle               |
| 23 листопада | Копенгаген                  | Данія              | KB-Hallen                   |
| 25 листопада | Париж                       | Франція            | Zenith de Paris             |
| 26 листопада | Дюссельдорф                 | Німеччина          | Stahlwerk                   |
| 28 листопада | Тілбург                     | Нідерланди         | 013                         |
| 29 листопада | Лондон                      | Велика Британія    | Brixton Academy             |
| 1 грудня     | Лондон                      | Велика Британія    | Brixton Academy             |
| 10 січня     | Клівленд                    | Agora Theater      |                             |
| 11 січня     | Бостон                      | Cyclorama Building |                             |
| 12 січня     | Нью-Йорк                    | Webster Hall       |                             |
| 14 січня     | Нью-Йорк                    | Roseland Ballroom  |                             |
| 15 січня     | Верхній Дербі, Пенсильванія | Tower Theater      |                             |
| 21 січня     | Дублін                      | Ірландія           | SFX Center                  |
| 23 січня     | Вулвергемптон               | Велика Британія    | Wolverhampton Civic Hall    |
| 26 січня     | Глазго                      | Велика Британія    | Barrowlands                 |
| 30 січня     | Манчестер                   | Велика Британія    | Manchester Academy          |
| 4 лютого     | Лондон                      | Велика Британія    | London Forum                |
| 6 лютого     | Гент                        | Бельгія            | Vooruit                     |